# Alpbüel
Alpbüel är en bergstopp i Schweiz. Den ligger i distriktet Prättigau/Davos och kantonen Graubünden, i den östra delen av landet, 180 km öster om huvudstaden Bern. Toppen på Alpbüel är 2 022 meter över havet.